# Калинин, Гавриил Григорьевич
Гавриил Григорьевич Кали́нин (15 августа 1922, Воскресенка, Омская губерния — 22 марта 1995, Киев) — советский военный деятель, участник Великой Отечественной войны, начальник Свердловского суворовского военного училища (1973—1978), депутат Верховного Совета Украинской ССР 6-го созыва, генерал-майор танковых войск. Герой Советского Союза (1943).

## Биография
Родился 15 августа 1922 года в крестьянской семье в деревне Воскресенка Андреевской волости Калачинского уезда Омской губернии, ныне деревне входит в состав Репинского сельского поселения Калачинского района Омской области. Русский.
Окончив 7 классов, работал наборщиком, заместителем начальника цеха в типографии «Камчатская правда». В 1941 году переехал в город Сталинград и работал на Метизном заводе.
В Рабоче-крестьянскую Красной Армии с июля 1941 года. В 1942 году окончил Сталинградское военное танковое училище. В боях Великой Отечественной войны с октября 1942 года. Вступил в схватку с врагом командиром танка на Сталинградском фронте. Воевал на Юго-Западном, Донском, 2-м Украинском фронтах.
Командир танка Т-34 441-го танкового батальона 110-й танковой бригады 18-го танкового корпуса 1-й гвардейской армии Юго-Западного фронта комсомолец младший лейтенант Калинин Г. Г. 22 декабря 1942 года первым ворвался в хутор Верхнечирский Боковского района Ростовской области. В дальнейшем, преследуя противника, бесстрашный командир танка и вверенный ему экипаж уничтожили до роты гитлеровцев, девять противотанковых орудий, шесть миномётов.
Указом Президиума Верховного Совета СССР «О присвоении звания Героя Советского Союза начальствующему и рядовому составу Красной Армии» от 31 марта 1943 года за «образцовое выполнение боевых заданий командования на фронте борьбы с немецкими захватчиками и проявленные при этом отвагу и геройство» удостоен звания Героя Советского Союза с вручением ордена Ленина и медали «Золотая Звезда» (№ 923).
С 1943 года член ВКП(б), в 1952 году партия переименована в КПСС.
Во время Курской битвы участвовал в сражении под Прохоровкой, был тяжело ранен.
После войны продолжал службу в армии. В 1949 году он окончил Ленинградскую высшую офицерскую бронетанковую школу, в 1956 году — Военную академию бронетанковых войск.
Начальник Свердловского суворовского военного училища с 1973 по 1978 год.
Избирался депутатом Верховного Совета Украинской ССР 6-го созыва. С 1978 года генерал-майор танковых войск Г. Г. Калинин — в отставке. Жил в Киеве. Указом Президиума Верховного Совета СССР от 26.04.1984 из воинских званий генералов родов войск исключалось наименование рода войск — таким образом звание унифицировалось с общеармейским генерал-майором.
Гавриил Григорьевич Калинин скончался 22 марта 1995 года. Похоронен на Лесном кладбище города Киева Украины.

## Награды
- Герой Советского Союза, 31 марта 1943 года[3]
  - Медаль «Золотая Звезда» № 923
  - Орден Ленина № 13135
- Орден Ленина
- Два ордена Красного Знамени
- Орден Отечественной войны I степени, 6 апреля 1985 года[4]
- Два ордена Красной Звезды, 25 июля 1943 года[5], ?
- Орден «За службу Родине в Вооружённых Силах СССР» III степени
- медали, в том числе
  - Медаль «За оборону Сталинграда», 29 апреля 1945 года[6]

## Семья
Жена Тамара Михайловна Калинина (20 апреля 1923 года — 24 января 2006 года)